# Акты о Британской Северной Америке
А́кты о Брита́нской Се́верной Аме́рике (АБСА) представляют собой совокупность законов британского Парламента, принятых между 1867 и 1975 и учреждающих, а впоследствии и исправляющих конституцию Канадской конфедерации.

## АБСА 1867
Первый и важнейший закон из серии вступил в силу 1 июля 1867. Он учредил Доминион Канада, состоявший из четырёх колоний Британской империи: Онтарио и Квебека — бывшей Провинции Канада (или Соединённой Канады),— Нью-Брансуика и Новой Шотландии. Этот закон, включающий 147 статей, вводил в силу положения конституции современной Канады, и, с тех пор неоднократно исправлявшаяся, сегодня она по-прежнему действует.
Законопроект был одобрен Палатой лордов 26 февраля 1867, Палата общин — 8 марта и 24 мая получил королевскую санкцию королевы Виктории. Днём вступления в силу нового закона было выбрано 1 июля текущего года, а сегодня эта дата превращена в Праздник Канады. При этом конституция не предлагалась для согласования с населением страны и была дарована «сверху».
В 1870 к Доминиону присоединились провинции Манитоба и Британская Колумбия, а в 1873 настал черёд Острова Принца Эдуарда.
С 1982 Акт о Британской Северной Америке 1867 известен под официальным названием Конституционный акт 1867.

## Последующие акты
Последующие законы британского Парламента, тоже носящие название АБСА и являющиеся видоизменениями Акта о Британской Северной Америке 1867 (и, следовательно, конституции Канады), принимались между 1871 и 1975. Последующие АБСА различаются по отметке года их принятия в заголовке каждого из них. После первоначального АБСА 1867 другие АБСА были приняты в 1871, 1886, 1907, 1915, 1916*, 1930, 1940, 1943*, 1946*, 1949, 1949 (№ 2)*, 1951*, 1952*, 1960, 1964, 1965, 1974, 1975 и 1975 (№ 2). Отмеченные знаком (*) Акты были впоследствии упразднены.
Кроме того, Вестминстерский статут 1931 признал полную законодательную самостоятельность Канады и других британских доминионов. Однако до Конституционного закона 1982 действие Вестминстерского статута не распространялось на значительную часть положений Актов о Британской Северной Америке, и её мог изменять лишь британский Парламент. Каждая федеративная провинция уже с 1867 имела полномочия самостоятельно изменять конституционные положения Актов о Британской Северной Америке, относящиеся к её собственной конституции (провинциальные государственные учреждения, законодательная, исполнительная власть и т. д., за исключением обязанностей лейтенант-губернатора). Федеральный парламент получил подобную власть в 1949, когда ему было разрешено изменять конституционные положения АБСА, относящиеся к исключительно федеральным государственным учреждениям. Но изменение других положений АБСА, особенно касающихся разделения полномочий между двумя уровнями правительства, по закону требовало поддержки британского Парламента.
Акт о Канаде 1982, также закон британского Парламента, призван разорвать последние правовые связи между Соединённым королевством и Канадой. Конституционный акт 1982 — уже канадский закон — стал тогда частью конституции Канады. Следует отметить, что Квебек отказался принять эту конституцию.
Аналогично, каждый АБСА, остававшийся в действии после принятия Конституционного акта 1982, был переименован по формуле «Конституционный акт (год)». Упразднённые к 1982 Акты не были переименованы.

## 1871
Акт о Британской Северной Америке 1871 (год 34-35 правления Виктории, гл. 28), изданный 29 июня 1871, подтверждает два закона, принятых Парламентом Канады: Акт 1869 о Северо-Западной территории и Акт о Манитобе 1870 — и разрешает создание дополнительных провинций на территориях, не входящих ни в одну провинцию. Он позволяет Канаде создавать новые провинции и территории, а также изменять границы провинций при согласии соответствующих провинций. Он также признаёт создание провинции Манитоба и включение в состав Канады Земли Руперта и Северо-Западной территории, что позволит канадскому Парламенту и законодательным собраниям Онтарио и Квебека расширить границы Онтарио и Квебека, чтобы присоединить часть этих новых территорий.

## 1886
Акт о Британской Северной Америке 1886 (год 49-50 правления Виктории, гл. 35), принятый 25 июня 1886, позволяет Парламенту Канады заботиться о представлении территорий, не включённых ни в одну провинцию, в Сенате и в Палате общин.

## 1907
Акт о Британской Северной Америке 1907 (год 7 правления Эдуарда VII, гл. 11), принятый 9 августа 1907, устанавливает новый порядок распределения федеральных субсидий в провинциях и практически упраздняет статью 118 АБСА 1867. Эта конституционная поправка проведена с согласия провинций.

## 1915
Акт о Британской Северной Америке 1915 (год 5-6 правления Георга V, гл. 45), принятый 19 марта 1915, неявно изменяет статью 22 АБСА 1867 и добавляет в него новую статью 51А. Этот АБСА увеличивает число сенаторов, добавляя для представления провинций канадского Запада четвёртое сенатское отделение, включающее 24 сенаторов, то есть то же число сенаторов, что и каждое из трёх других отделений, соответственно, от Онтарио, Квебека и Атлантических провинций. Он также предусматривает добавление шести дополнительных сенаторов от Ньюфаундленда, в случае, если эта британская колония вступит в канадскую конфедерацию (что произойдёт в 1949). Что касается новой статьи 51А, то она устанавливает, что провинции всегда будут иметь право на некоторое число депутатов в Палате общин не ниже числа сенаторов от соответствующей провинции. При вынесении этого решения федеральное правительство не советовалось с провинциями.

## 1916
Акт о Британской Северной Америке 1916 (год 6-7 правления Георга V, гл. 19), принятый 1 июня 1916, продлевает срок работы федерального законодательного собрания (12-го Парламента) до 7 октября 1917, то есть на один год дольше максимального пятилетнего срока, предусмотренного статьёй 50 АБСА 1867.

## 1930
Акт о Британской Северной Америке 1930 (год 20-21 правления Георга V, гл. 26), принятый 10 июля 1930, подтверждает соглашения, относящиеся к природным богатствам, между федерацией и многими провинциями. Эти соглашения предоставляют провинциям Британская Колумбия, Альберта и Саскачеван права на некоторые природные богатства, находящиеся в землях Короны под властью федерации.

## 1940
Акт о Британской Северной Америке 1940 (год 3-4 правления Георга VI, гл. 36), принятый 10 июля 1940, добавляет новый параграф 2А в статью 91 АБСА 1867, передающий федеральному Парламенту исключительные полномочия устанавливать законы в области страхования от безработицы. Со времён конфедерации 1867 здесь впервые идёт речь о конституционной передаче полномочий от одного уровня власти другому. В 1937 суд признал занятость и страхование от безработицы составными частями полномочий провинций в силу параграфа 13 статьи 92 АБСА 1867. Эта конституционная поправка явилась следствием одной из рекомендаций комиссии Роуэлла-Сируа и трёх лет переговоров между федерацией и провинциями.

## 1943
Акт о Британской Северной Америке 1943 (год 6-7 правления Георга VI, гл. 30), принятый 22 июля 1943, откладывает до окончания войны применение статьи 51 АБСА 1867, предусматривающей выравнивание представителей от провинций в Палате общин в зависимости от населения, в то время по переписи 1941. Квебек, Саскачеван и Манитоба были против этой конституционной поправки. Федерация считает, что для некоторых провинций этого вопроса не стоит.

## 1946
Акт о Британской Северной Америке 1946 (год 9-10 правления Георга VI, гл. 63), принятый 26 июля 1946, упраздняет статью 51 АБСА 1867 и заменяет её новой статьёй 51. в ней говорится об изменении порядка распределения мест провинций и территорий в Палате общин.

## 1949
Акт о Британской Северной Америке 1949 (год 12-13 правления Георга VI, гл. 22), принятый 23 марта 1949, подтверждает союзные условия между Канадой и Ньюфаундлендом. Он становился, таким образом, десятой провинцией Канады. Этот АБСА с 1982 стал известен как Акт о Ньюфаундленде.

## 1949 (номер 2)
Акт о Британской Северной Америке 1949 (номер 2) (год 13 правления Георга VI, гл. 81), принятый 16 декабря 1949, добавляет новый параграф в статью 91 АБСА 1867, с некоторыми ограничениями позволяющий Парламенту Канады исправлять конституцию Канады в том, что касается сторон, не затрагивающих провинции. Каждая провинция уже имела право в одностороннем порядке исправлять свою собственную конституцию. Вмешательство британского Парламента, тем не менее, остаётся необходимым для всеобщих конституционных изменений, особенно касающихся одновременно федерации и провинций. Этот АБСА был упразднён в 1982, способы исправления конституции Канады изложены теперь в Конституционном акте 1982.

## 1951
Акт о Британской Северной Америке 1951 (год 14-15 правления Георга VI, гл. 32), принятый 31 мая 1951, добавляет новую статью 94А в АБСА 1867, позволяющую канадскому Парламенту устанавливать законы о пенсиях по старости в соперничестве с провинциями. Это конституционное изменение произошло с согласия всех провинций.

## 1952
Акт о Британской Северной Америке 1952 (S.R.C. 1952, гл. 304), принятый Парламентом Канады, упраздняет и заменяет новой статью 51 АБСА 1867, исправленную АБСА 1946. Он изменяет число мест в Палате общин и ограничивает в 15 % число мест, которые провинция может потерять вследствие выравнивания из-за переписи, и предоставляет территории Юкон одно место в Палате общин. Это первый АБСА, принятый Парламентом Канады, а не Великобритании, в силу статьи 91(1) АБСА 1867, добавленной АБСА 1949 (номер 2).

## 1960
Акт о Британской Северной Америке 1960 (год 9 правления Елизаветы II, гл. 2), принятый 20 декабря 1960 и вступивший в силу 1 марта 1961, изменяет статью 99 АБСА 1867, чтобы установить обязательный выход на пенсию для судей высших судов в возрасте 75 лет.

## 1964
Акт о Британской Северной Америке 1964 (год 12-13 правления Елизаветы II, гл. 73), принятый 31 июля 1964, изменяет статью 94А АБСА 1867, добавленную АБСА 1951, расширяя федеральные полномочия в области пенсий и дополнительных выплат и сохраняя неизменными провинциальные полномочия по этому вопросу.

## 1965
Акт о Британской Северной Америке 1965 (S.C. 1965, гл. 4), принятый Парламентом Канады и вступивший в силу 1 июня 1965, изменяет статью 29 АБСА 1867, чтобы установить обязательный выход на пенсию для сенаторов в возрасте 75 лет. Это второй АБСА, принятый Парламентом Канады в силу статьи 91(1).

## 1974
Акт о Британской Северной Америке 1974 изменяет правила выравнивания распределения мест в Палате общин.

## 1975
Акт о Британской Северной Америке 1975 увеличивает до двух число депутатов от Северо-Западных территорий в Палате общин.

## 1975 (номер 2)
Акт о Британской Северной Америке 1975 (номер 2) увеличивает число сенаторов со 102 до 104 и предоставляет одно место территории Юкон и одно место Северо-Западным территориям.